# 제니스 일렉트로닉스
제니스 일렉트로닉스(Zenith Electronics LLC)는 1918년에 설립된 미국 일리노이주에 본사를 둔 전자제품 제조 및 개발회사이다. 기존에는 텔레비전을 비롯한 가전제품을 제조하였으나, 파산과 함께 1999년에 LG전자에 인수 인계된 후 전문 연구 개발 기업으로 재편되었다. 제니스는 북미 최초로 HDTV기술을 개발하여 VSB(Vestigial Side Band)원천기술을 보유한 회사이며, 1950년 세계 최초로 텔레비전용 리모컨을 개발한 회사이다. 제니스의 상품은 북미와 독일, 동남아 등에서 판매되고 있다.

## 역사
제니스는 1918년 미국 일리노이주 시카고에서 아마추어 라디오 장비를 생산하는 소규모 업체로 설립되었다. '제니스'라는 회사명은 창립자의 라디오 호출부호, 9ZN에서 기인하였다. 1923년 제니스 라디오 컴퍼니(Zenith Radio Company)로 개명하면서 주식회사로 발전하였다. 제니스는 첫 휴대용 라디오를 도입한 지 얼마 되지 않아 리모컨과 FM수신기, 평면 음극선관, MTS방식의 아날로그 텔레비전을 개발하였으며 최초로 디지털 HDTV시스템을 개발한 회사 중 하나가 되었다.
1980년대에 들어서서 일본전자제품 업체의 미국 시장 공략으로 제니스는 재정난에 부딪히게 되었다. 1979년 히스 컴퍼니를 인수함과 동시에 히스 컴퍼니의 컴퓨터 제작 자회사를 제니스 데이터 시스템스(Zenith Data Systems)로 개명하였으나 1989년 HDTV 개발 연구비 확충을 위하여 그룹 불(Groupe Bull)에 히스 컴퍼니와 제니스 데이터 시스템스를 매각하였다. 1984년 제니스는 라디오 사업을 접은 지 2년 만에 유선 텔레비전과 컴퓨터 사업에 뛰어들면서 제니스 일렉트로닉스(Zenith Electronics Corporation)로 개명하였다.
1990년에 이르러 재정난이 더욱 심화된 제니스는 타 기업들에 의해 적대적 인수의 주 목표물이 되었다. 이를 타계하고자 제니스는 LG전자에 주식의 5%를 매각하고 기술제휴계약을 채결하였다. 당시에는 아날로그 텔레비전이 미국 시장 전체를 장악한 상태였기 때문에 제니스의 전망은 어두워졌다. 결국 LG전자는 1995년 제니스의 주식 55%를 매입하여 경영권을 인수 인계하였다. 1997년에 촉발된 IMF 구제금융사건과 미국 시장에서의 일본 전자제품의 점유율 상승, 심화된 재정난으로 인하여 제니스 1999년에 파산신청을 하였으며 LG 전자는 제니스의 채무와 주식을 교환하자고 제안하였다. 이 기간 동안 제니스의 제품들은 OEM 방식을 통하여 출시되었다.
1999년 제니스를 최종 인수 인계한 LG전자는 기업회생 계획을 미국 법원에 신청하며 구조조정을 진행하였다. 미국 일리노이주 멜로스파크 텔레비전 공장을 필립스에 매각했으며, 멕시코에 있던 공장 4곳도 정리한 후, 제니스는 전문 연구 개발 기업으로 재편되었다.
오늘날 제니스의 HDTV 기술이 미국을 비롯한 캐나다와 멕시코의 디지털 텔레비전의 표준기술이 되면서 특허료가 주 수입원이 되었다. 모기업 LG전자는 'Zenith DTT-900'와 'Zenith DTT-901'를 비롯한 디지털 텔레비전 셋톱박스와 제니스의 회사명으로 LCD 텔레비전을 생산하고 있다.

## 같이 보기
- LG전자
- 퀄컴